# June MacCloy
Pour les articles homonymes, voir McCloy.
June MacCloy, née le 2 juin 1909 à Sturgis, dans le Michigan (États-Unis) et décédée le 5 mai 2005 à Sonoma en Californie, est une actrice américaine.

## Filmographie partielle
- 1930 : Pour décrocher la lune (Reaching for the Moon) d'Edmund Goulding
- 1931 : The Big Gamble de Fred Niblo
- 1940 : Chercheurs d'or (Go West) d'Edward Buzzell
- 1940 : Glamour for Sale (en) (Go West) de D. Ross Lederman